# Calce
Calce är en kommun i departementet Pyrénées-Orientales i regionen Occitanien i södra Frankrike. Kommunen ligger i kantonen Saint-Estève som tillhör arrondissementet Perpignan. År 2022 hade Calce 224 invånare.

## Administration

### Borgmästare
| Borgmästare           | Ämbetsperiod |
| --------------------- | ------------ |
|                       |              |
| Gil Deluncle          | ? - 1815     |
| Pierre Deluncle Vidal | 1815 - ?     |
|                       |              |
| Paul Schramm          | 2001 - 2014  |
| Bruno Valiente        | 2014 -       |

## Befolkningsutveckling
Antalet invånare i kommunen Calce
| Referens: INSEE |